# Liste abgegangener Bauwerke in Lübeck-St. Lorenz Nord
Die Liste abgegangener Bauwerke in Lübeck-St. Lorenz Nord enthält Bauten des Lübecker Stadtteils St. Lorenz Nord, die nicht mehr existieren.
Die Bauwerke sind nach Straßennamen und Hausnummern geordnet, wobei – außer in Ausnahmefällen – die heutige Straßeneinteilung und das heute verwendete Hausnummernschema zugrunde gelegt werden.

## Bundesautobahn 1
| Adresse und/oder Standort                                     | Bezeichnung                | Erbaut | Zerstört | Besonderheiten und Anmerkungen | Abbildung |
| Bundesautobahn 1 (ursprünglich Reichsautobahn Hamburg-Lübeck) | Autobahn-Rastanlage Lübeck | 1937   | 1970     | Die etwa 700 Meter westlich von der Anschlussstelle Lübeck (heute Lübeck-Zentrum) zu beiden Seiten der Autobahn angelegte Rastanlage umfasste eine Raststätte und eine Tankstelle. In der Nachkriegszeit waren die Tankstelle und die Raststätte postalisch dem südlich der Autobahn gelegenen Herrendamm zugeordnet, trugen jedoch keine Hausnummern. In der Mitte des Jahres 1970 wurde die Anlage vollständig und ersatzlos beseitigt. |           |

## Einsiedelstraße (ursprünglich Einsegelstraße)
| Adresse und/oder Standort | Bezeichnung | Erbaut          | Zerstört | Besonderheiten und Anmerkungen | Abbildung |
| Einsiedelstraße 22        | Einsegel    | 18. Jahrhundert | 1939     | Der Name leitet sich davon ab, dass an dieser Stelle des nördlichen Traveufers um 1360 ein Einsiedler seine Behausung hatte (curia eremitae), der hier auch die Fähre bediente. Im Laufe der Jahrhunderte schliff sich die Bezeichnung zu Einsegel ab, mit der volksetymologischen Herleitung, dass an diesem Punkt des Flusses angeblich die in den Hafen einlaufenden Schiffe die Segel einholen mussten. Seit dem 18. Jahrhundert befand sich hier ein Fährhaus mit Schankgerechtigkeit namens Einsegel, das sich später zu einem Ausflugslokal entwickelte. |           |
| Einsiedelstraße 48        |             |                 | 2011     | Fabrikanlage eines holzverarbeitenden Unternehmens |           |

## Elisenstraße
| Adresse und/oder Standort | Bezeichnung                                                   | Erbaut | Zerstört | Besonderheiten und Anmerkungen | Abbildung |
| Elisenstraße              | Überführung der Elisenstraße über die Bahnstrecke Lübeck-Kiel | 1905   | 1962     | Die Brücke entstand 1905, um die zur Einsiedelstraße führende Elisenstraße über die neue Trasse des Eisenbahn-Streckenabschnitts Lübeck-Bad Schwartau zu führen. 1962 wurde im Rahmen von Ausbauarbeiten am Vorwerker Hafen und der Lübecker Hafenbahn die Einsiedelstraße verlegt und die Verbindung mit der Elisenstraße aufgegeben, so dass auch die Brücke ersatzlos abgebrochen wurde. |           |

## Fackenburger Allee(Hausnummern 9–75 ungerade sowie 4–104 gerade)
| Adresse und/oder Standort                              | Bezeichnung        | Erbaut          | Zerstört  | Besonderheiten und Anmerkungen | Abbildung |
| Ohne Nummer (entspricht den alten Hausnummern 7 und 8) | Bahnhofsbrücke     | 1907            | 2021/2022 | Die 72 Meter lange stählerne Bahnhofsbrücke war 1907 errichtet worden, um die Fackenburger Allee über die Gleisanlagen des neuen Hauptbahnhofs zu führen. Im Brückenzustandsbericht von 2008 wurde festgestellt, dass das stark beanspruchte Bauwerk aufgrund von Materialalterung, erheblich gewachsenen Belastungen und Instandhaltungsversäumnissen erhebliche Mängel aufwies. Eine umfassende Sanierung wurde nicht als praktikabel und finanziell tragbar betrachtet, so dass der Beschluss zum völligen Neubau erfolgte. Um die als Hauptverkehrsader wichtige Fackenburger Allee nicht über einen erheblichen Zeitraum vollständig sperren zu müssen, wurde ein etappenweises Vorgehen geplant: In der Nacht vom 2. auf den 3. Mai 2021 begannen die Abbrucharbeiten an den beiden östlichen Fahrspuren; der gesamte Verkehr wurde über die vorerst verbleibenden zwei westlichen Spuren geleitet. Dann entstand die erste Hälfte des Brückenneubaus, die am 1. November 2022 eröffnet wurde. Nunmehr wurde die Osthälfte der alten Brücke gesperrt; ihr Abbruch erfolgte vom 10. bis zum 28. November 2022. Nach der Fertigstellung der neuen Osthälfte wurde die bereits bestehende neue Westhälfte, die aus bautechnischen Gründen leicht versetzt zum eigentlichen Straßenverlauf errichtet wurde, so dass hier eine temporäre Verschwenkung der Fackenburger Allee bestand, am 18. Mai 2024 um sieben Meter verschoben und so beide Hälften zu einem Gesamtbauwerk vereinigt. |           |
| Fackenburger Allee 7–9                                 |                    | 1870            | 1905      | Die spätklassizistische Villa war vom seinerzeitigen Lübecker Stararchitekten Julius Grube für Ludwig Possehl errichtet worden und war später Residenz von Emil Possehl. 1905 musste das Gebäude dem Bau des neuen Hauptbahnhofs weichen. |           |
| Fackenburger Allee 9                                   | Café Bernhardt     | 1909            | 1942      | Das Jugendstil-Gebäude entstand nach Fertigstellung des neuen Hauptbahnhofs auf einem verbliebenen Teil des Grundstücks der Possehl-Villa unmittelbar an der Bahnhofsbrücke und wurde beim Bombenangriff des Jahres 1942 zerstört. |           |
| Fackenburger Allee 10a                                 |                    | 18. Jahrhundert | 1942      | |           |
| Fackenburger Allee 31–43                               | Alte Kaserne       | 1869            | 1976      | Die erste Kaserne Lübecks, vom Norddeutschen Bund errichtet für die Unterbringung des III. Bataillons vom 2. Hanseatischen Infanterie-Regiment Nr. 76. Ab dem Jahrestag des Geburtstag Otto von Bismarcks des Jahres 1897 erhielt Lübeck sein eigenes, das 3. Hanseatische, Regiment. Dessen II. Bataillon, das I. musste bis 1899 auf der grünen Wiese campieren, bezog die Kaserne. Nach dem Krieg war das Gebäude zwischenzeitlich, solange das Militär aus Lübeck abgezogen war, Polizeikaserne. Später wurde es die „Adolf-Hitler-Kaserne“ und nach dem Zweiten Weltkrieg „Churchills Baracks“. |           |
| Fackenburger Allee 40–42                               | Konzerthaus Lübeck | 1901            | 1942      | |           |

## Karlstraße
| Adresse und/oder Standort | Bezeichnung       | Erbaut | Zerstört | Besonderheiten und Anmerkungen | Abbildung |
| Karlstraße                | Karlstraßenbrücke | 1905   | 1962     | Die Karlstraßenbrücke entstand 1905, um die Karlstraße über die neue Trasse des Streckenabschnitts Lübeck-Bad Schwartau der Bahnstrecke Lübeck-Kiel zu führen. 1962 wurde im Rahmen von Ausbauarbeiten am Vorwerker Hafen und der Lübecker Hafenbahn die Einsiedelstraße verlegt und eine neue Karlstraßenbrücke etwa 100 Meter weiter nördlich errichtet. |           |

## Katharinenstraße (bis 1911Catharinenstraße)
| Adresse und/oder Standort | Bezeichnung       | Erbaut | Zerstört | Besonderheiten und Anmerkungen | Abbildung |
| Katharinenstraße 11       | Militair-Lazarett | 1874   | 1981     | Das Gebäude wurde als Lazarett der Lübecker Garnison errichtet und trug ursprünglich die Adresse Catharinenstraße 17; die Hausnummern in der Straße wurden 1907 neu verteilt. 1936 wurde das Lazarett an einen neuen Standort am Mönkhofer Weg verlegt, das Haus blieb jedoch Reichseigentum. In den 1950er Jahren war es Sitz einer Nebenstelle des Gesundheitsamtes und wurde danach vom Kreiswehrersatzamt genutzt. Bis zu seinem Abriss befand es sich im Besitz der Bundesvermögensverwaltung. |           |

## Krempelsdorfer Allee
| Adresse und/oder Standort | Bezeichnung          | Erbaut | Zerstört | Besonderheiten und Anmerkungen | Abbildung |
| Krempelsdorfer Allee ?    | Tätowierter Schuppen |        |          | Der tätowierte Schuppen in Krempelsdorf (um 1911) wurde als Beispiel für vulgäre, aufdringliche Überladung von Gebäuden mit Werbebotschaften angeführt. |           |

## Meierstraße
| Adresse und/oder Standort                                           | Bezeichnung                                         | Erbaut | Zerstört | Besonderheiten und Anmerkungen | Abbildung |
| Überführung der Meierstraße über die Gleisanlagen des Hauptbahnhofs | Sankt-Lorenz-Brücke (allgemein Meierbrücke genannt) | 1907   | 2008     | Die Brücke, auf der die Meierstraße über die Bahnhofsgleise hinüber zur gegenüberliegenden Wisbystraße geführt wurde, war für die Oberleitungen, die bei der Elektrifizierung der Strecke Lübeck-Hamburg errichtet wurden, zu niedrig. Daher begann am 2. Januar 2008 der Abriss der Brücke, die anschließend durch einen am 29. November desselben Jahres für den Verkehr freigegebenen Neubau ersetzt wurde. |           |

## Schönböckener Straße
| Adresse und/oder Standort  | Bezeichnung                    | Erbaut | Zerstört | Besonderheiten und Anmerkungen | Abbildung |
| Schönböckener Straße 5–11a | W. F. L. Beth, Maschinenfabrik | 1887   |          | Das 1887 vom Lübecker Industriepionier Wilhelm Beth gegründete Unternehmen der Entstaubungsindustrie erlangte Weltruf. Später wurde es als Beth GmbH, Waisenallee 10, weitergeführt bis zur Insolvenz 1996. |           |

## Schwartauer Allee
| Adresse und/oder Standort                 | Bezeichnung        | Erbaut             | Zerstört  | Besonderheiten und Anmerkungen | Abbildung |
| Schwartauer Allee 1                       |                    |                    | 1942      | |           |
| Schwartauer Allee 2                       |                    | vermutlich um 1890 | 2018      | |           |
| Schwartauer Allee 50 (Ecke Matthäistraße) | Kühlhaus Lübeck AG | 1912/13            | 1987      | Die Kühlhaus Lübeck AG existiert heute noch als Teil der Nordfrost-Gruppe, und ihre Lübecker Kühlhäuser befinden sich noch immer auf dem Gelände an der Schwartauer Allee. Allerdings ist das Teilgrundstück an der Ecke zur Matthäistraße mittlerweile mit einem Supermarkt bebaut, und die gegenwärtige Adresse des Kühlhaus-Komplexes bezieht sich auf die Katharinenstraße, die das Gelände auf der gegenüberliegenden Seite begrenzt. |           |
| Schwartauer Allee 92                      | Polierkrug         | 1892               | nach 1985 | Die Gaststätte Zum Polierkrug existierte bis mindestens 1975 |           |

## Steinrader Hauptstraße
| Adresse und/oder Standort                                                                                   | Bezeichnung      | Erbaut  | Zerstört | Besonderheiten und Anmerkungen | Abbildung |
| Steinrader Hauptstraße (ohne Hausnummer), an der Einmündung der Straße Suterland am westlichen Ortsausgang. | Steinrader Mühle | um 1830 | 1971     | Die um 1830 errichtete Holländerwindmühle war lange Zeit das Wahrzeichen des Dorfes Groß Steinrade. 1935 wurde der Mahlbetrieb eingestellt, und am Abend des 23. März 1971 wurde die Mühle durch einen Brand zerstört. |           |

## Steinrader Weg
| Adresse und/oder Standort | Bezeichnung | Erbaut | Zerstört | Besonderheiten und Anmerkungen                                                         | Abbildung |
| Steinrader Weg 5          |             | 1890   |          | Das auf einem vormaligen Gärtnereigrundstück errichtete Wohnhaus existiert nicht mehr. |           |

## Wisbystraße
| Adresse und/oder Standort | Bezeichnung                                                    | Erbaut | Zerstört | Besonderheiten und Anmerkungen | Abbildung |
| Wisbystraße 2             | Viehmarkthalle (während des Ersten Weltkriegs Bahnhofskaserne) | 1912   | 1994     | Errichtet als Stallungshalle des Nutz- und Zuchtviehmarktes; Architekt: Carl Mühlenpfordt. Während des Ersten Weltkriegs Rekrutierungskaserne des Reserve-Regimentes des Infanterie-Regiments Nr. 84. Bis 1979 Viehmarkthalle, dann bis 1984 Wache der Freiwilligen Feuerwehr Innenstadt und schließlich bis zur Zerstörung durch ein Feuer am 23. Juli 1994 Lager des Amtes für Vor- und Frühgeschichte. |           |
| Wisbystraße 2             | Restaurant Käselau                                             | 1913   | 1997     | Das Restaurant teilte sich die Adresse mit der auf dem gleichen Grundstück befindlichen Viehmarkthalle (auf dem Foto rechts). |           |